# Mines de charbon d'Écosse
L'Écosse comportait autrefois un grand nombre de mines de charbon, dans plusieurs grands et beaucoup de petits bassins houillers. La plupart d'entre eux se situaient dans la central valley entre Édimbourg et Glasgow, ou un petit peu plus au nord de celle-ci. D'autres plus petits bassins houillers furent exploités dans d'autres lieux, comme dans l'Ayrshire. La principale région était le Firth of Clyde, dans l’axe de cette vallée, selon l’historien John Hatcher, qui estime que la production charbonnière de l’Écosse fut globalement un peu surestimée par les historiens.

## La demande de charbon augmente dès leXVIesiècle
Les moines de Newbattle Abbey ont créé la première mine de charbon d'Écosse au XIIIe siècle. Les autres sites miniers anciens sont des monastères et des exportations sont notées dès le XVe siècle, mais pas d'exploitation en profondeur.
Le doublement de la population anglaise entre 1530 et 1650 créa des besoins en charbon, la forêt ne suffisant plus.
À partir de 1617, la mine écossaise de George Bruce de Carnock est l'une des premières à utiliser un mécanisme hydraulique pour le drainage.
Un indice composite (reconstitué au XXe siècle) montre que sur cette période la moyenne des prix des charbons anglais, tirée par la forte demande, a progressé de presque 80 % en suivant une courbe assez accidentée mais quasiment toujours en progression.

## La production multipliée par cinq au cours du seulXVIIIesiècle
Les mines écossaises ont tenté de répondre à cette demande accrue mais n’y sont pas parvenues seules. Elles produisaient 0,4 million de tonnes en 1700, et cinq fois plus, soit 2 millions de tonnes, en 1800. Les historiens du charbon John U. Neff et John Hacher estiment cependant que la production écossaise a régulièrement été surestimée.
Charbon et coke étaient utilisés à la place du bois, pour le chauffage domestique ou industriel (verreries, tuileries, poteries), même si la teneur en soufre élevée des cokes rendait la fonte impropre à l'utilisation.
Parallèlement, les exportations des mines de charbon de Newcastle, concurrentes de l’Écosse depuis que les premières mines y furent autorisées par le roi Henri III d'Angleterre en 1278, passèrent de 0,48 million de tonnes de 1700 à 1,4 million de tonnes en 1800. Parmi les industriels qui y ont contribué, Sir John Anstruther, associé en 1771 à Robert Fall pour fonder la Newark Coal and Salt Company, qui extrayait du charbon à l'est de Saint Monans, dans le Forth of Fife, un site aujourd'hui occupé par la société Coal Farm.
Lorsqu'il tente de mettre en place une machine à vapeur plus puissante que celle de Newcomen, le scientifique et industriel John Roebuck s'installe aussi, en 1765, sur les bords du Firth of Forth, à Boroughstoness, où se trouvent aussi des gisements de produits salins que les chaudières à charbon permettent de valoriser, ce qui l'amène à résider à Kinneil, dans un vieux château français du XVIe siècle.

## La fin duservage
Une annonce passée en mai 1722 dans le journal Edinburgh Evening Courant montre que des travailleurs noirs étaient employés dans des mines d'Écosse. En 1756, Robert Sheddan, un maitre qui voulait retourner en Virginie avec l'un de ses esclaves qui réclamait la liberté, a perdu en justice, créant la première jurisprudence anti-esclavagiste, bientôt suivie par d'autres.
L’Écosse avait des traditions de servage qui furent transposées dans les mines, et qui sont racontées par l’écrivain Ken Follett dans son roman Le Pays de la liberté : le héros Mack, un jeune Écossais, travaille comme mineur depuis son enfance dans les mines de charbon de la famille Jamisson. Il est l'un des seuls qui sache lire et écrire parmi ses compatriotes. C'est en lisant les journaux de Londres aux autres villageois qu'il décide d'écrire à un avocat londonien pour savoir si le servage, tel que pratiqué en Écosse, était légal : en effet, la loi stipulait qu'après avoir travaillé un an et un jour pour un propriétaire minier, le mineur adulte en devenait l'esclave à vie. Or, les enfants travaillant dans la mine devenaient de facto esclaves puisqu'ils travaillaient bien plus qu'un an et un jour pour un propriétaire minier avant d'atteindre leur majorité. La lettre qu'il reçoit en réponse lui dit clairement que dès l'âge de 21 ans, il est libre de partir : en effet, la loi s'applique aux mineurs adultes et ne peut être appliquée aux enfants.
C'est en 1775 qu'est voté le Colliers and Salters (Scotland) Act qui abolit le Anent Coalyers and Salters Act de 1606, considéré comme esclavagiste, terme utilisé dans la loi de 1775 pour qualifier celle de 1606, qui interdisait de quitter l'exploitation minière pour aller chercher du travail ailleurs. Le constitutionnaliste Erskine May prouva que la nouvelle loi n'était pas encore suffisante car certains maîtres pratiquaient l'endettement de force de leurs ouvriers illettrés et une seconde loi a alors complété la première.  Jusqu'en 1775, le fragile équilibre politique écossais, sur fond de rébellions jacobites, avait découragé toute réforme.
Les mines d’Écosse ont fait travailler jusqu’au début du XVIIIe siècle des enfants, profitant de leur petite taille pour les faire passer dans des galeries étroites et moins coûteuses à creuser. Le peu d’épaisseur des couches de houille, et le peu d’élévation des galeries qui en est la suite, sont les causes de cet emploi abusif des enfants. La roche qui enveloppe la houille étant le plus souvent très dure, on ne donne aux galeries d’extraction que la hauteur de la couche, car la dépense que nécessiterait l’exhaussement ne serait pas proportionnée au produit de l’exploitation. « Il a été constaté, dit le rapport de la commission d’enquête, que dans plusieurs mines les galeries ont de 24 à 30 pouces (environ 60 à 75 centimètres) de hauteur, et même, dans certaines parties, elles n’ont pas plus de 18 pouces (45 centimètres) .
Dans son « Treizième mémoire sur les mines de charbon et les forges de fer de l'Écosse (année 1765) », l’inspecteur des manufactures français Gabriel Jars fait état d’une production déjà modernisée.

## La concurrence duPays de Galleset duLancashire
Les problèmes d'aération et d'éclairage des mines se résolvent à la fin du siècle et en 1815 la lampe à huile de Sir Humphry Davy réduit les risques d'explosion au gaz.
Lors de la révolution industrielle, l'Écosse subit la concurrence de bassins miniers situés plus proches de la métropole londonienne, comme les mines de charbon du pays de Galles, dont l'existence est attestée dès le XIIIe siècle, mais le démarrage fut plus tardif, en raison de difficultés de transport, avec une expansion spectaculaire dès la fin du XVIIIe siècle, lorsque ces obstacles sont vaincus. Swansea, principal port d'extraction du charbon gallois, expédie 0,15 million de tonnes de charbon en 1793 contre seulement 1 800 tonnes en 1745. Vers 1913, plus de 250 000 mineurs gallois produisaient plus de 57 000 tonnes de charbon au Pays de Galles et Cardiff était devenu le plus gros port de charbon du monde. Plus proche de Liverpool et Manchester, les mines de charbon du Lancashire connaissent aussi une très forte croissance, facilitée par les aménagements de rivière en Angleterre puis le creusement d'un réseau de canaux qui les relient à toutes les villes des environs.